# Drosophila amydrospilota
Drosophila amydrospilota är en tvåvingeart som beskrevs av Elmo Hardy 1965. Drosophila amydrospilota ingår i släktet Drosophila och familjen daggflugor.
Artens utbredningsområde är Hawaii.